# Scolops fumida
Scolops fumida är en insektsart som först beskrevs av Philip Reese Uhler 1891.  Scolops fumida ingår i släktet Scolops och familjen Dictyopharidae. Inga underarter finns listade i Catalogue of Life.